# Ian Walker (voile)
Pour les articles homonymes, voir Ian Walker.
Ian Walker, né le 25 février 1970 à Worcester, est un navigateur britannique.

## Jeux olympiques
Ian Walker est double médaillé d'argent olympique. En 1996, il remporte une première médaille en 470 avec John Merricks. En 2000, il remporte une deuxième médaille en Star avec Mark Covell.

## Volvo Ocean Race
En 2008, il est le skipper du bateau Green Dragon dans la Volvo Ocean Race. Il revient en 2011, en tant que skipper du bateau Abu Dhabi. Considéré comme un des favoris, il réalise cependant une performance décevante, démâtant dans la 1re étape d'Alicante au Cap, et ne remportant qu'une seule victoire d'étape sur l'ensemble de la course (7e étape, Miami-Lisbonne). Malgré une piètre cinquième et avant-dernière place au classement général final, il est à nouveau nommé skipper du bateau émirati pour l'édition 2014. Son équipage compte certains de ses anciens coéquipiers de 2011 (Adil Khalid, Simon Fisher, Justin Slattery). Il remporte la 1re étape (Alicante-Le Cap durant laquelle il avait démâté en 2011) et la 5e (Auckland-Itajai), et gagne cette Volvo.

## Fastnet Race
Dans l'édition 2011 de la Fastnet Race, il établit le record de l'épreuve en monocoque, sur Abu Dhabi, en 1 j 18 h 39 min.